# Неккарзульм
Неккарзульм (нем. Neckarsulm) — город в Германии, районный центр, расположен в земле Баден-Вюртемберг.
Подчинён административному округу Штутгарт. Входит в состав района Хайльбронн. Население составляет 26 511 человек (на 31 декабря 2010 года). Занимает площадь 24,94 км². Официальный код — 08 1 25 065.
Город подразделяется на 3 городских района.
В городе расположены штаб-квартира Audi Sport GmbH (до ноября 2016 года Quattro Gmbh), подразделение Audi AG, выпускающее полноприводные модификации Audi, а также спортивные модификации Audi серии RS (например Audi RS6) и Audi R8, и штаб-квартира Lidl (немецкой сети супермаркетов).

## Города-побратимы
- Бордигера (итал. Bordighera), Италия
- Будакеси (венг. Budakeszi), Венгрия
- Гренхен (нем. Grenchen, фр. Granges), Швейцария
- Кармо (фр. Carmaux), Франция
- Чопау (нем. Zschopau), Германия

## Фотографии

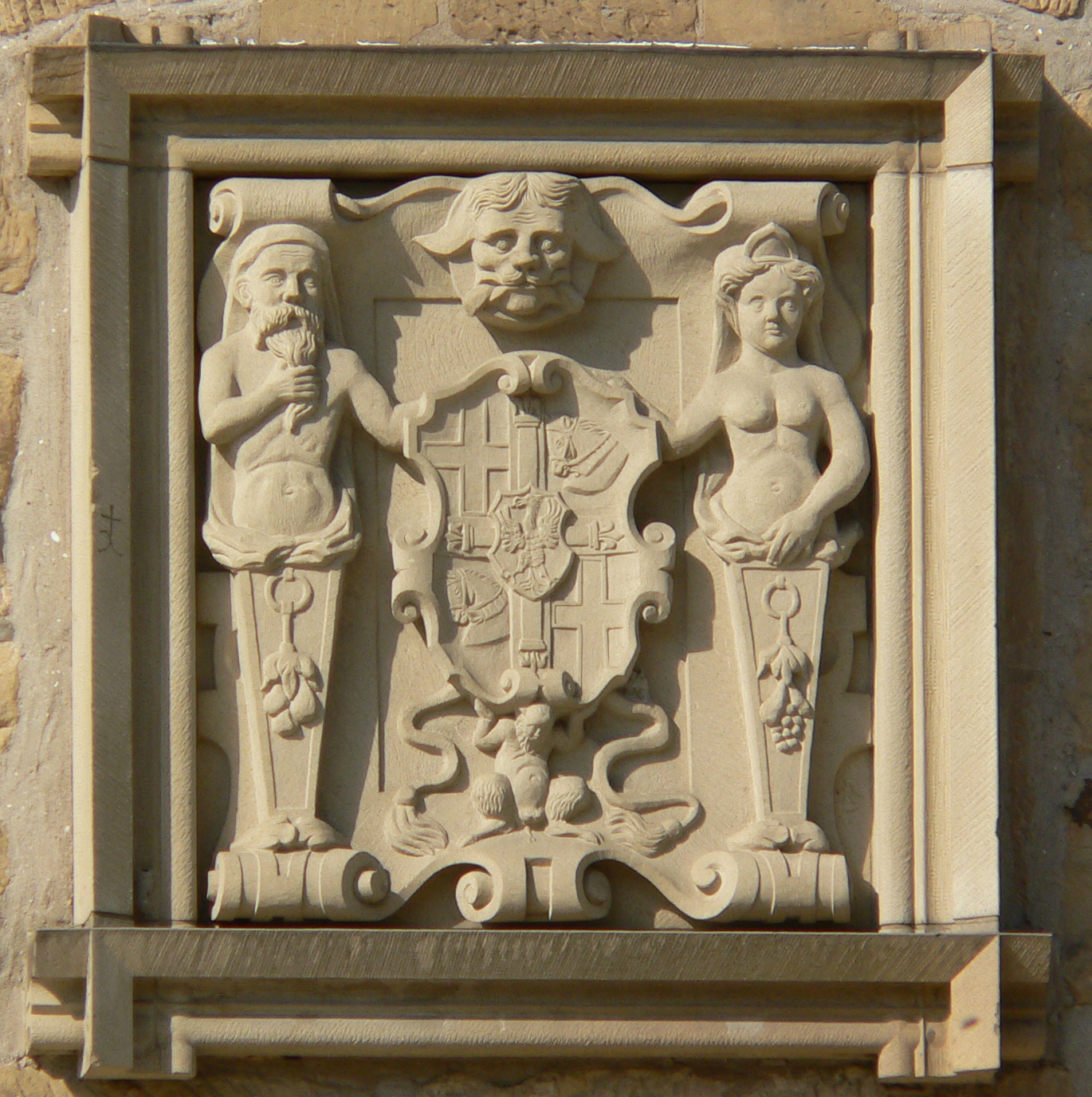
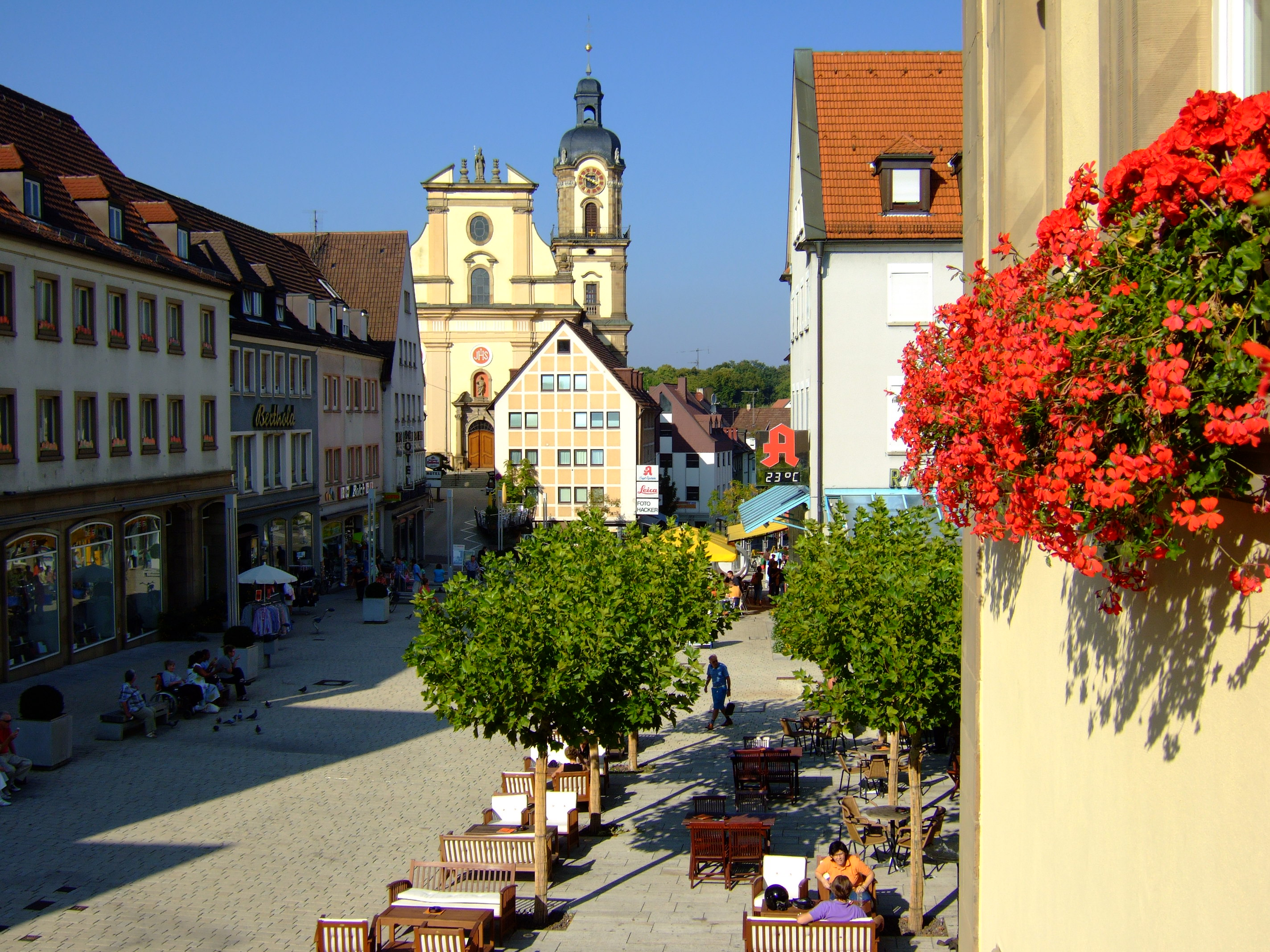
Рыночная площадь
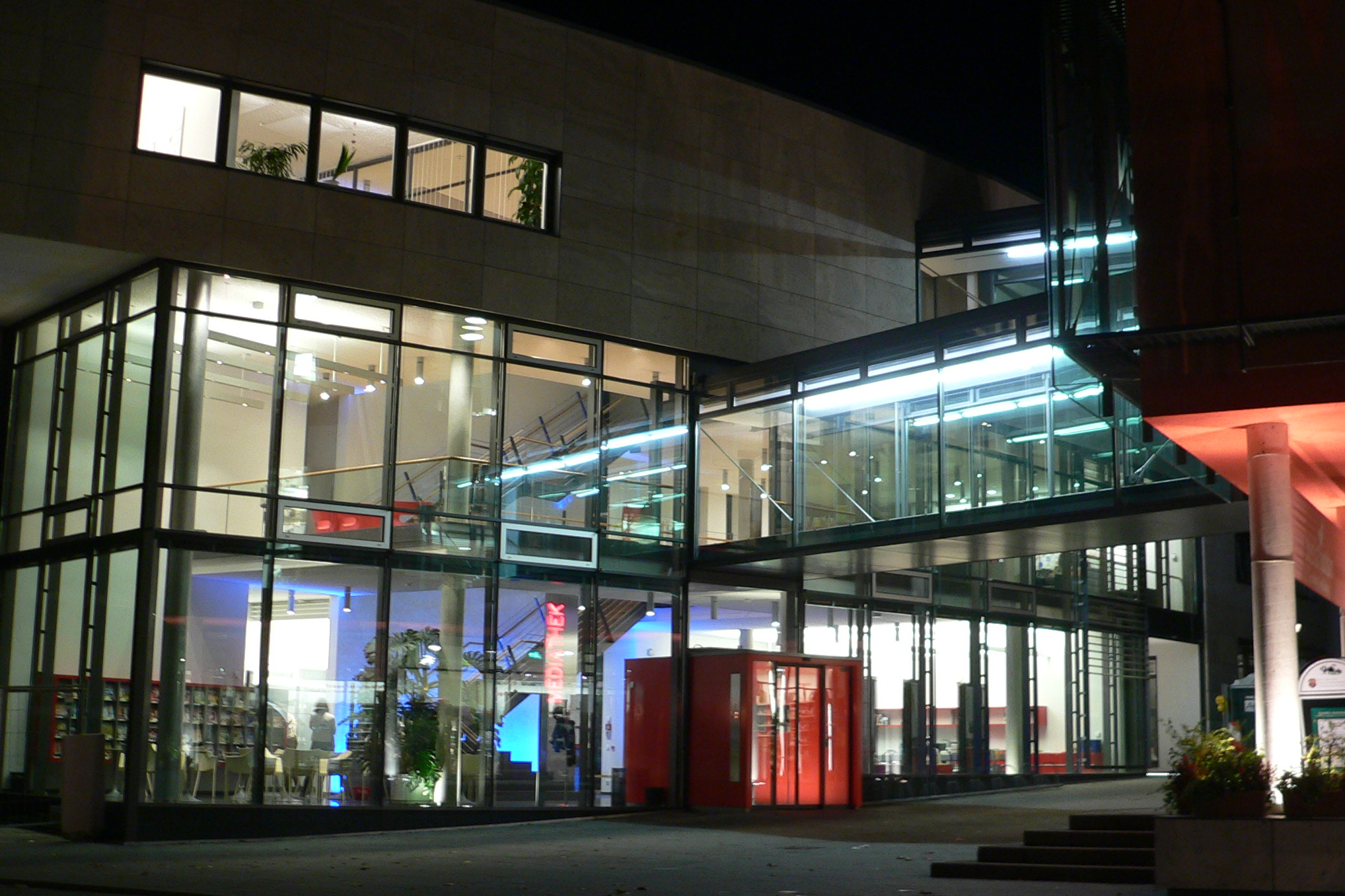
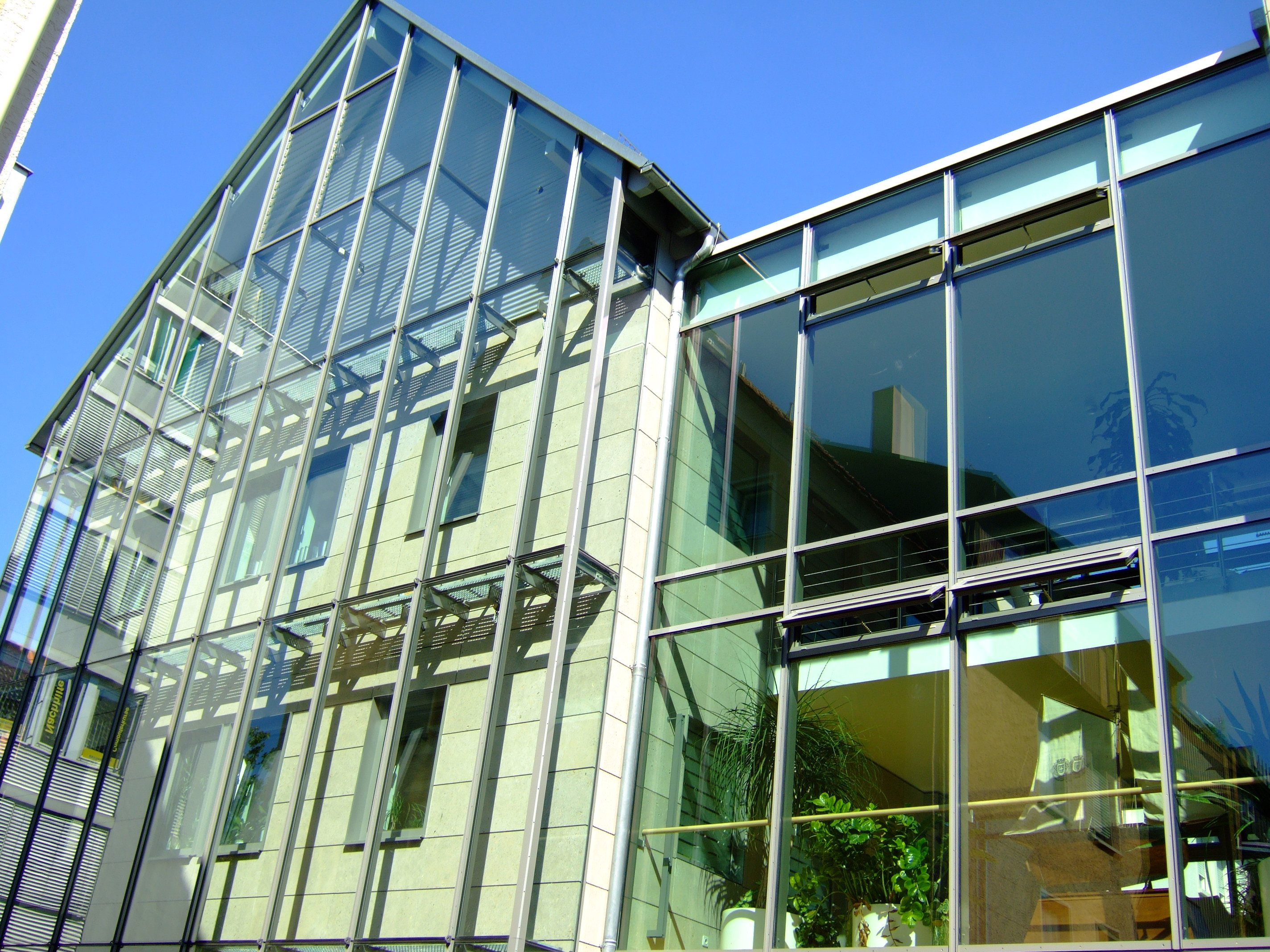
Ратуша
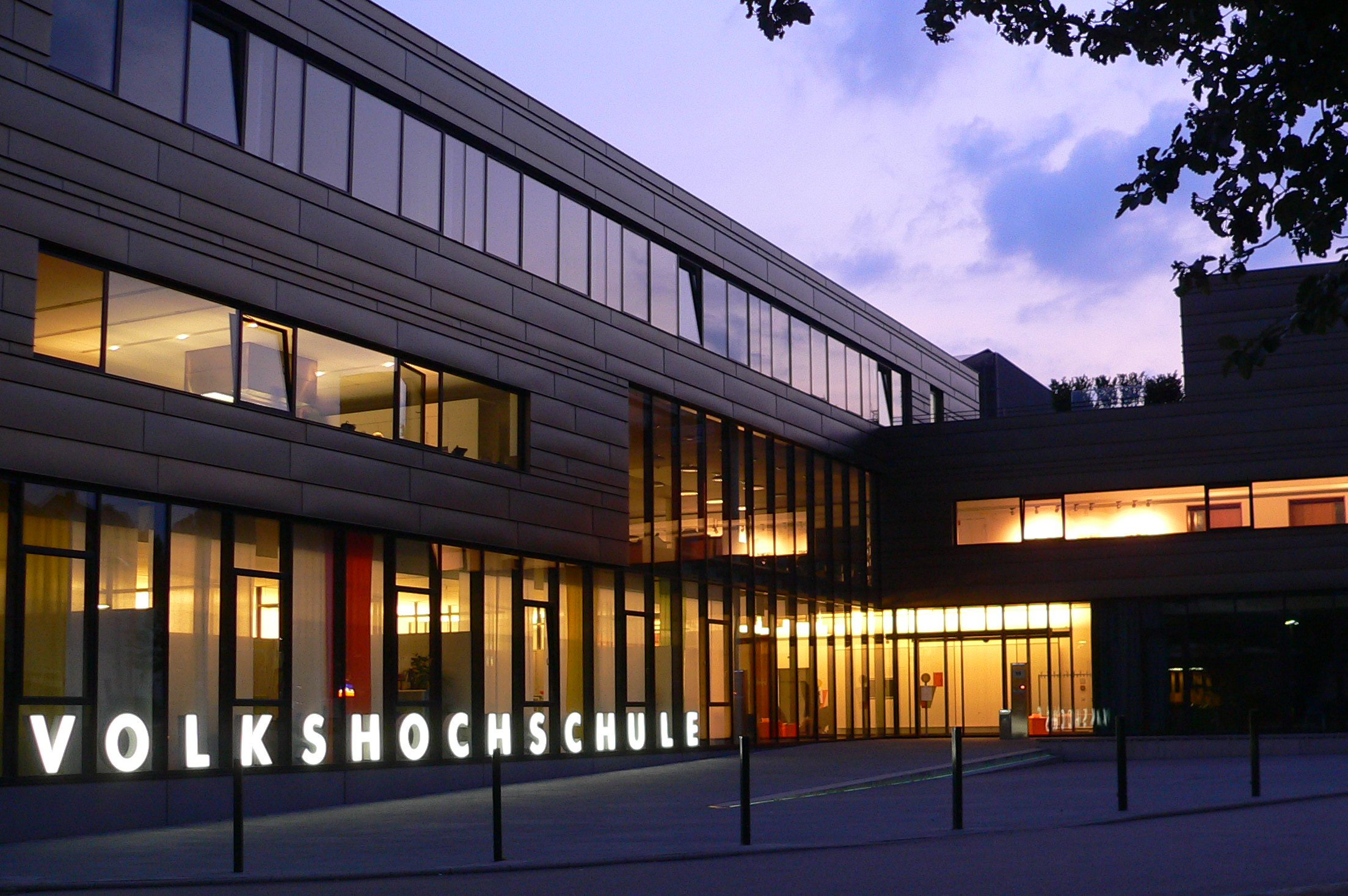